# ジャンク (映画)
ジャンク（Junk、原題：Faces of Death）は、アメリカと日本のホラー映画作品シリーズ。3作目以降はビデオのみでの配給。

## 概要
1978年製作の『ジャンク 死と惨劇』に端を発するシリーズ。製作当時は明らかにされていなかったが、『映画秘宝』Vol.9によれば製作指揮は三枝進が行っている。
3作目まではジョン・アラン・シュワルツ監督、4作目はフレッド・ウォーショフスキー監督のもと、アメリカで製作された。5作目のみ三枝自ら製作したが、既存の映像を各国から集めて作られた前4作と異なり、ブラジルでの取材を主体にした現地のレポートになっている。後に同スタッフの手で『デスファイル』が製作された。シリーズ最終作となる6作目ではスタッフ、内容ともに原点回帰している。
作品内容は幅広いが、解剖、処刑、事故、屠殺といった「死」の風景ばかりを扱うのが特徴
。なおドキュメンタリーの体裁を取っているが、1999年のインタビュー等でシュワルツ監督が語ったところによれば、特撮を用いたやらせも数多い 。
本作は当時のモンド映画ブーム、スプラッタ映画ブームの中で製作されているが、その中にあっても過激さで特筆され、DVDボックスの宣伝文句によれば46ヶ国で上映禁止処分を受けている。

## 作品

### ジャンク 死と惨劇
- 監督：コナン・ル・シレール （ジョン・アラン・シュワルツの変名。「殺人者コナン」程度の意味[3]）
- 脚本：アラン・ブラック（これもシュワルツの変名。シュワルツはドイツ語で「黒」を意味する）
- 劇場公開日：1979年（日本では1980年5月24日）、松竹＝富士映画配給
- VHSリリース：1985年3月10日、発売元：オレンジビデオハウス
- VHSリリース（再盤）：1988年5月10日、発売元：V&Rプランニング（レーベル：MAD VIDEO）
- DVDリリース：2005年4月22日、発売元：ゼイリブ、販売元：ジェネオンエンタテインメント
- DVDリリース（再盤）：2017年8月25日、発売元：エクリプス、発売協力：ブラッドワークス、販売元：KADOKAWA
- 備考：劇場公開版（105分）と、VHS版・DVD版（ともに93分）では内容が異なる。海外版DVD（99年、Gorgon Video）のみ劇場版と同等の内容。

### ジャンクII 死の儀式
- 監督：コナン・ル・シレール
- 脚本：アラン・ブラック
- 劇場公開日：1981年5月、松竹＝富士映画配給
- VHSリリース：1985年3月10日、発売元：オレンジビデオハウス
- VHSリリース（再盤）：1988年5月10日、発売元：V&Rプランニング（レーベル：MAD VIDEO）
- DVDリリース：2005年4月22日、発売元：ゼイリブ、販売元：ジェネオンエンタテインメント
- DVDリリース（再盤）：2017年8月25日、発売元：エクリプス、発売協力：ブラッドワークス、販売元：KADOKAWA

### ジャンクIII 死の瞬間
- 監督：コナン・ル・シレール
- 脚本：アラン・ブラック、ヴェロニカ・レイクウッド
- VHSリリース：1985年3月10日、発売元：オレンジビデオハウス
- VHSリリース（再盤）：1988年6月10日、発売元：V&Rプランニング（レーベル：MAD VIDEO）
- DVDリリース：2005年4月22日、発売元：ゼイリブ、販売元：ジェネオンエンタテインメント
- DVDリリース（再盤）：2017年8月25日、発売元：エクリプス、発売協力：ブラッドワークス、販売元：KADOKAWA

### The Worst of Faces of Death
- 監督：コナン・ル・シレール
- 脚本：アラン・ブラック
- VHSリリース：1987年6月15日、発売元：Gorgon Video
- 備考：日本未公開。前三作の欧州におけるカットシーンを1987年時点でまとめたもの。

### ジャンクIV 死と壊滅
- 監督・脚本：フレッド・ウォーショフスキー（ジョン・アラン・シュワルツとは別人。怪奇ドキュメンタリー専門の映画人）
- VHSリリース：1988年6月10日、発売元：V&Rプランニング（レーベル：MAD VIDEO）
- DVDリリース：2005年4月22日、発売元：ゼイリブ、販売元：ジェネオンエンタテインメント
- DVDリリース（再盤）：2017年8月25日、発売元：エクリプス、発売協力：ブラッドワークス、販売元：KADOKAWA
- 備考：タイトルに『ジャンク』の名が付いているが、中身は『フェイス・オブ・ヒュアリー』（1979年）という別の映画を収録したものとなっている[4]。

### ジャンクV 死のカタログ
- 監督：三枝進
- ナレーション：郷里大輔
- VHSリリース：1989年1月13日、発売元：V&Rプランニング（レーベル：MAD VIDEO）
- DVDリリース：2005年4月22日、発売元：ゼイリブ、販売元：ジェネオンエンタテインメント
- DVDリリース（再盤）：2017年8月25日、発売元：エクリプス、発売協力：ブラッドワークス、販売元：KADOKAWA
- 備考：タイトルに『ジャンク』の名が付いているが、中身は『デスファイル』（1989年）と同様のルートで入手したと思われる死体映像集となっている[4]。ニュース映像を集めた他ナンバーと異なり、現地警察の協力を得て直接スタッフが撮影している。リアルタイムで遺体を接写した場面が多く、閲覧に注意を要する。

### 新ジャンク・劇場版 死の復活祭
- 監督：コナン・ル・シレール
- 脚本：アラン・ブラック
- VHSリリース：1991年4月21日、発売元：V&Rプランニング（レーベル：MAD VIDEO）
- DVDリリース：2017年8月25日、発売元：エクリプス、発売協力：ブラッドワークス、販売元：KADOKAWA
- 備考：原題は『Faces of Death IV』であり、シリーズの正統な続編[4]。なお劇場版とあるが日米ともにビデオのみの配給である。これは、最後に収録されているオーケストラのステージが崩落する映像に関して、実際には死亡者が出ていない事故にもかかわらず、原題である「フェイシズ・オブ・デス」の部分を歌詞として軽薄な音楽に乗せて歌った曲を流した事が非難の的となり、上映及びテレビ放映も不可能となったためである[5]。

### Faces of Death:Fact or Fiction?
- 監督：コナン・ル・シレール
- 脚本：アラン・ブラック
- VHSリリース：1999年10月19日、発売元：Gorgon Video
- 備考：日本未公開。ジョン・アラン・シュワルツの覆面インタビュー。後に1作目DVD（Gorgon Video版）にも特典として収録された。

## 製作
本シリーズの監督は基本的にジョン・アラン・シュワルツ（コナン・ル・シレール）となっているが、スタッフが全員偽名であるという胡乱さから、実在する人物かも定かでないとされてきた。本シリーズはアメリカ映画という扱いになっているが、
元々は日本市場をターゲットとした作品であり、テレキャスジャパンというテレビ製作会社が企画した日本映画であるとも言われていた。
しかし、2018年にガーディアン紙の取材によって、シュワルツは実在するアメリカの映画監督であり、東北新社から打診を受けて制作したことが明かされた。当初、東北新社側はグレートハンティングのような動物の映像を予定していたが、世界残酷物語に影響を受けていたシュワルツは「なぜ人間の死を撮らないのか？」と提案し、友人の監察医を抱き込んで本作の撮影に至った。

## 作品への評価

### 映画批評家によるレビュー
怪談史研究家の小池壮彦はそれぞれの作品に関して以下の評価を下している。
ジャンク 死と惨劇
「この映画公開時に最も話題となったのは、中東諸国にあるという『猿の脳ミソ』を食わせるレストランの映像だ。これはいま見ても、なかなかよくできた映像だと思う」と肯定的な評価の一方、「ラストシーンは、なぜか女性の出産の光景である。（中略）さんざん殺人のシーンや死体解剖シーンなどを見せまくってきただけに、最後くらい赤ん坊の笑顔でも出しておけという姑息な魂胆が見え見えである」と否定的な評価も下している。
ジャンクII 死の儀式
「作品全般の方針も変更されており、主に事故や事件の決定的瞬間をとらえたニュース映像を集めているだけなのでヤラセ度は低い」、「単なる記録映像集という色合いが濃くなっている。どんなヤラセをかましてくれるかを期待した視聴者には物足りなさを残す結果となった」と否定的な評価を下している。
ジャンクIII 死の瞬間
「（雪男をとらえた映像に関して）ある意味ではこの映像によって『ジャンク3』は永遠の名作となった。このシリーズは『死』をテーマにしているから、殺人や事故や自殺、あるいは死後の世界をめぐるヤラセ映像が出てくるのはわかる。しかし、雪男なんて出てくる必然性はない」、「（その後の映像に関して）雪男の実写映像を見たあとでは、もうどれもインパクトがない。ラストを飾る映像が手法的に見るべきものがあるぐらいだろう」と肯定的な評価を下している。
新ジャンク・劇場版 死の復活祭
「現場のシーンにしろ警察官の深刻な顔でのインタビューにしろ、四作めとなるとさすがに段取りが洗練されてしまっていて、かえってうまくない」、「実際のニュース映像とヤラセ映像がそつなくミックスされすぎて、手慣れた感じを受けるのがどうもピンと来ない。三作目に見られたような、いい意味での粗雑さがない」と否定的な評価を下している。

### 影響
小池壮彦は『ジャンクIII 死の瞬間』に関して、「撮影スタッフがパトカーに同乗し、警察が事件現場を検証したり死体をかたづけたりといった光景をカメラは追っていく。この辺のテイストは今日のテレビでいうと、たまに放映される『警視庁24時』などの番組に受けつがれている」と記している。その他、「『ジャンク』の真の製作スタッフが日本人なら、この方面の映像史において画期的な仕事をした栄誉が日本人に与えられることになる。なぜなら、ヤコペッティ作品でも人間の死というテーマは一部にしかすぎなかったものを、『ジャンク』はそれを全面に押しだすことによってフェイク・ドキュメンタリーの歴史を変えたからだ」と評している。
1984年以降、アメリカで「本作に影響を受けてやった」と称する殺人事件が三件ほど確認されているが、いずれも実際の影響は小さかったと見られている。